# پرتو سبز (فیلم)
پرتو سبز (فرانسوی: Le Rayon vert‎) که در آمریکای شمالی به عنوانِ «تابستان» به نمایش درآمد، یک فیلم رمانتیک و درام به کارگردانی اریک رومر است که در سال ۱۹۸۶ منتشر شد.
این فیلم به روش ۱۶ میلیمتری و در فرانسه تصویربرداری شده و بیشتر دیالوگ‌های آن، فی‌البداهه است.
پرتو سبز در سال ۱۹۸۶ میلادی، برندهٔ «شیر طلایی» و «جایزهٔ فدراسیون بین‌المللی منتقدان فیلم» در جشنواره فیلم ونیز شد.